# 斯普林希尔 (路易斯安那州)
斯普林希尔（英語：Springhill），是美国路易斯安那州下属的一座城市。根据2010年美国人口普查，该市有人口5,269人。建置上，属于“city”。